# Jatisari (Jenggawah)
Jatisari is een bestuurslaag in het regentschap Jember van de provincie Oost-Java, Indonesië. Jatisari telt 10.511 inwoners (volkstelling 2010).